# كورت أوسكار ويبر
كورت أوسكار ويبر (بالإنجليزية: Kurt Oscar Weber)‏ هو فنان أمريكي وسويسري، ولد في 26 يوليو 1938 في زيورخ في سويسرا، وتوفي في 29 أكتوبر 2011 في بازل في سويسرا.

## وصلات خارجية
- الموقع الرسمي